# 湘粤赣战役
湘粵赣战役為中国抗日战争晚期的大型戰役之一，地點是在中國江西、廣東、湖南等省交接邊境，起始時間為1945年1月中旬。攻擊部隊為沿海日軍第68、104、40、27師團。守軍為中國第七及第九戰區共十一個軍。2月，日軍攻陷贛州，中國守軍退守粵漢鐵路範圍之外。此役，日军虽一时打通粤汉铁路南段，破坏了赣南空军基地，但未能击溃守军主力，故不能有效地控制该地区。